# Payphone (chanson)
Pour les articles homonymes, voir Payphone.
Singles de Maroon 5
Moves Like Jagger
(2011) One More Night
(2012)
Singles par Wiz Khalifa
Smokin' On
(2012) Till I Die
(2012)
Payphone est une chanson du groupe américain Maroon 5 sortie le 16 avril 2012. Le single est extrait de leur 4e album studio Overexposed (2012). En collaboration avec le rappeur Wiz Khalifa, la chanson a été écrite par Adam Levine, Benny Blanco, Ammar Malik, Shellback, Dan Omelio et Wiz Khalifa ; produite par Shellback et Benny Blanco. La chanson est une ballade pop.

## Format et liste des pistes
| 1. | Payphone (featuring Wiz Khalifa) (Explicit version)                  | 3:51 |
| 2. | Payphone (featuring Wiz Khalifa) (Thomas Penton/Barry Huffine Remix) | 4:05 |

| 1. | Payphone (featuring Wiz Khalifa) | 3:51 |

| 1. | Payphone (featuring Wiz Khalifa)                                     | 3:51 |
| 2. | Payphone (No Rap Edit)                                               | 3:42 |
| 3. | Payphone (featuring Wiz Khalifa) (Thomas Penton/Barry Huffine Remix) | 4:05 |
| 4. | Payphone (featuring Wiz Khalifa) (The Sound of Arrows Remix)         | 5:02 |

## Clip vidéo
Le clip met en scène Adam Levine en tant qu'employé de banque. Lors d'un braquage, il sauve sa fiancée mais se retrouve mêlé à une course poursuite avec la police. Il se retrouve ensuite dans une cabine de téléphone publique, et tente de récupérer sa fiancée qu'il a quitté.

## Classement et certification
| Classement (2012)                               | Meilleure position |
| ----------------------------------------------- | ------------------ |
| Allemagne (Media Control AG)                    | 4                  |
| Australie (ARIA)                                | 2                  |
| Autriche (Ö3 Austria Top 40)                    | 5                  |
| Belgique (Flandre Ultratop 50 Singles)          | 8                  |
| Belgique (Wallonie Ultratop 50 Singles)         | 9                  |
| Canada (Hot 100)                                | 1                  |
| Croatie (Airplay Top 100)                       | 1                  |
| Danemark (Tracklisten)                          | 7                  |
| États-Unis (Hot 100)                            | 2                  |
| États-Unis (Pop Airplay)                        | 1                  |
| Finlande (Suomen virallinen lista)              | 6                  |
| France (SNEP)                                   | 8                  |
| Hongrie (Rádiós Top 40)                         | 1                  |
| Irlande (IRMA)                                  | 2                  |
| Israël (Media Forest)                           | 2                  |
| Italie (FIMI)                                   | 1                  |
| Japon (Japan Hot 100)                           | 5                  |
| Mexique Top Inglés (Monitor Latino)             | 5                  |
| Mexique Airplay Chart (Billboard International) | 21                 |
| Pays-Bas (Nederlandse Top 40)                   | 10                 |
| Nouvelle-Zélande (RMNZ)                         | 1                  |
| Norvège (VG-lista)                              | 8                  |
| Pologne (ZPAV)                                  | 3                  |
| Écosse (Official Charts Company)                | 1                  |
| Slovaquie (IFPI)                                | 10                 |
| Espagne (PROMUSICAE)                            | 14                 |
| Corée du Sud (Gaon Chart)                       | 1                  |
| Suède (Sverigetopplistan)                       | 6                  |
| Suisse (Schweizer Hitparade)                    | 4                  |
| Royaume-Uni (UK Singles Chart)                  | 1                  |
| Venezuela Pop Rock General (Record Report)      | 1                  |

| Pays                         | Certifications | Ventes    |
| ---------------------------- | -------------- | --------- |
| Allemagne (Media Control AG) | Or             | 150 000   |
| Autriche (IFPI)              | Or             | 15 000    |
| Australie (ARIA)             | 5 × Platine    | 350 000   |
| Danemark (IFPI)              | 3 × Platine    | 90 000    |
| États-Unis (RIAA)            | 5 × Platine    | 5 000 000 |
| Italie (FIMI)                | 2 × Platine    | 60 000    |
| Nouvelle-Zélande (RIANZ)     | 2 × Platine    | 30 000    |
| Royaume-Uni (BPI)            | Platine        | 725 000   |
| Suisse (IFPI)                | Platine        | 30 000    |

## Historique de sortie
| Pays        | Date          | Format                 |
| ----------- | ------------- | ---------------------- |
| États-Unis  | 17 avril 2012 | Téléchargement digital |
| États-Unis  | 24 avril 2012 | Diffusion radio        |
| Allemagne   | 8 juin 2012   | CD single              |
| Royaume-Uni | 17 juin 2012  | Téléchargement digital |

## Version de Precision Tunes
En avril 2012, une reprise du groupe Precision Tunes, un groupe qui reprend les chansons populaires sort sous format numérique. Comme la version originale de Maroon 5 n'était pas disponible à l'époque (la sortie originale est en juin 2012), la version des Precision Tunes est assez téléchargé. Les téléchargements de cette reprise fait entrer le single à la 83e place du UK Singles Chart.

### Liste des pistes
| 1. | Payphone (Maroon 5 Feat. Wiz Khalifa Tribute) | 3:51 |

#### Classement hebdomadaire
| Classement (2012)              | Meilleure position |
| ------------------------------ | ------------------ |
| Royaume-Uni (UK Indie Chart)   | 2                  |
| Royaume-Uni (UK Singles Chart) | 9                  |